# Québec Tame
Québec Tame (né le 6 juin 2004 au haras de Tamerville) est un étalon alezan inscrit au stud-book du Selle français, qui fut brièvement monté par le cavalier marocain Abdelkebir Ouaddar, et par le Suisse Pius Schwizer, en saut d'obstacles. 
C'est un fils du célèbre étalon allemand For Pleasure.

## Histoire

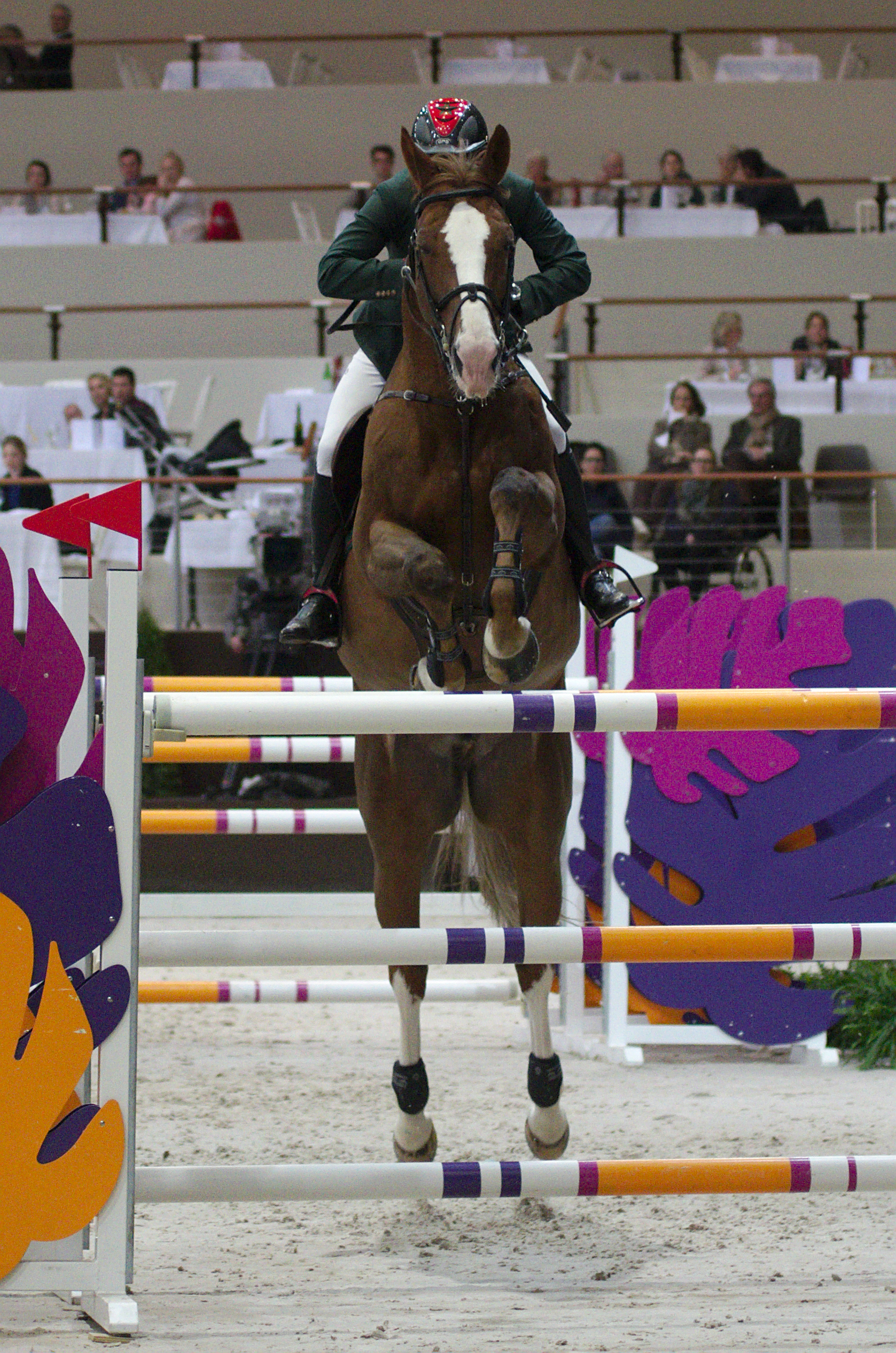
Québec Tame monté par Abdelkebir Ouaddar au 54e CHI de Genève en décembre 2014.

Québec Tame naît le 6 juin 2004 chez M. Brohier, au haras de Tamerville dans la Manche, en Normandie (France),.
Il est monté jeune cheval par Benjamin Devulder, de ses 4 ans à ses 7 ans, avec des débuts encourageants sur le cycle classique, puisqu'il atteint la finale à 4 et 5 ans, bien qu'il n'y participe pas : il réussit 11 parcours sans faute sur 12 à 4 ans. Il est finaliste à 6 ans, en 2010, et vainqueur de cinq épreuves au chronomètre sur la saison, avec 15 parcours sans faute sur 24. Il réalise de bonnes performances en épreuves CSI Futur Elite, décrochant le Grand Prix Futur Élite de Maubeuge, terminant vainqueur et 9e à Canteleu, vainqueur et second à Auvers. Il est 4e du circuit Futur Élite 2010, puis 7e du Grand Prix à 1,35 m à Auvers.
Benjamin Devulder accède aux compétitions de haut niveau grâce à ce cheval, qui progresse et décroche en 2013 le Grand Prix du CSI2* du National Horse Show, le Grand Prix Élite de Sainte-Mère-Église, et de nombreux autres prix au Touquet. 
Il est vendu au roi du Maroc en mars 2014, pour son cavalier national Abdelkebir Ouaddar, qui le monte à partir du mois d'avril. Le succès se révèle mitigé, avec seulement une poignée de victoires sur des hauteurs de 1,40 m à 1,45 m. L'étalon est re-vendu à Benjamin Robert en août 2015,, lequel le monte sur toute la saison 2016.
Il est ensuite confié à Pius Schwizer, qui fait ses débuts avec lui à Uster, en Suisse, en remportant le Grand Prix à 1,50 m. Il le monte également lors du CSI3* du Touquet en 2017, et le confie à son épouse Florence Schwizer-Seydoux pour le CSI3* de Lons-le-Saunier, ainsi que pour des épreuves suisses de niveau national.
Québec Tame retourne dans les écuries de Benjamin et Melinda Devulder fin juin 2018, à la suite d'un marché amical.

## Description
Québec Tame est un étalon de robe alezane, inscrit au stud-book du Selle français. Il mesure 1,70 m selon les données présentes sur le site de l'Institut français du cheval et de l'équitation, mais 1,67 m selon le site Cavalog.

## Palmarès

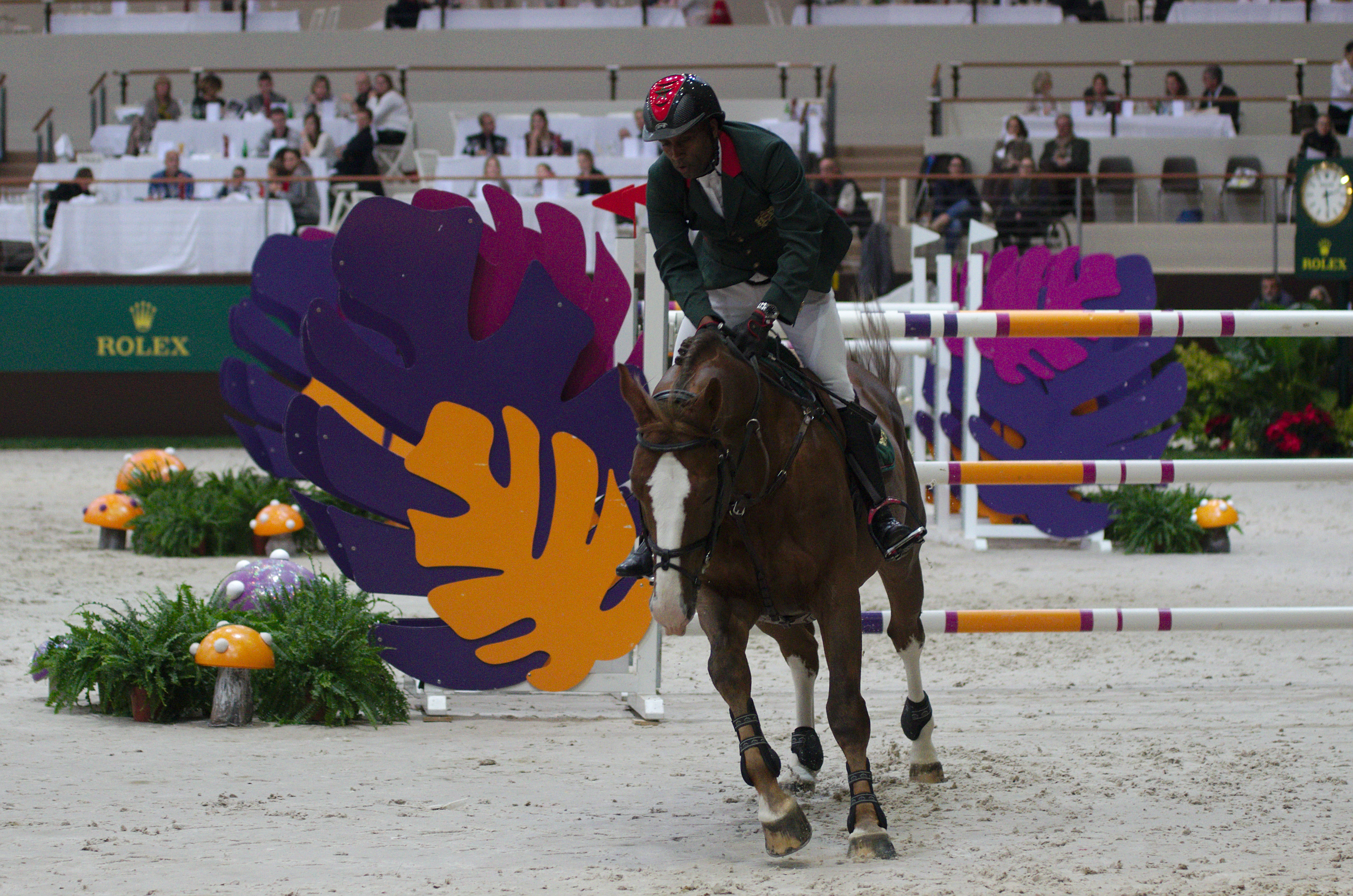
Québec Tame monté par Abdelkebir Ouaddar au 54e CHI de Genève en décembre 2014.

Il atteint un indice de saut d'obstacles (ISO) de 162 en 2013.

## Origines
Québec Tame est un fils de l'étalon Hanovrien For Pleasure, et de la jument Selle français Kassave, par French Cancan. Il compte 34 % d'ancêtres Pur-sang, pour 31 % de Selle français et 14 % de Hanovrien.

## Descendance
Québec Tame est disponible à la reproduction en Selle français depuis 2011.